# Le Lotissement de Tra-Lee
Le Lotissement de Tra-Lee (titre original : The Town-Site of Tra-Lee) est une nouvelle de l'écrivain américain Jack London, publiée aux États-Unis en 1912.

## Historique
La nouvelle est publiée initialement dans le Cosmopolitan en mai & juin 1912, avant d'être reprise dans le recueil Smoke Bellew en octobre 1912.

## Éditions

### Éditions en anglais
- The Town-Site of Tra-Lee, dans le Cosmopolitan, périodique, mai & juin 1912.
- The Town-Site of Tra-Lee, dans le recueil Smoke Bellew, New York ,The Macmillan Co, octobre 1912.

### Traductions en français
- Le Lotissement de Tra-Lee, traduction de Louis Postif, in Belliou et le courtaud, recueil, G. Crès & Cie, août 1929.
- Le Lotissement de Tra-Lee, traduction de Louis Postif, in La Fièvre de l’or, recueil, Hachette, 1940.
- Le Lotissement de Tra-Lee, traduction de Louis Postif, in Belliou la fumée, recueil, 10/18, 1982.
- Le Lotissement de Tra-Lee, traduction de Louis Postif, in Belliou la fumée, recueil, Pocket, 1996.
- Le Lotissement de Tra-Lee, traduction de Louis Postif (revue et complétée par Frédéric Klein), in Belliou la fumée, recueil, Phébus, 2006.